# Aleko (wyspa)
Aleko (bułg. Алеко) – wyspa w Bułgarii, na Dunaju, o powierzchni 2,9 km², co daje jej siódme pod względem wielkości wśród bułgarskich wysp. Obecnie bezludna. Administracyjnie znajduje się w obwodzie Ruse i gminie Ruse.
Wyspa przypomina długi język o długości 7,4 km i szerokości 0,6 km. Jej południowo-zachodni brzeg znajduje się 2 km od miasta Marten, północno-zachodni 1 km od wsi Sandrowo, północno-wschodni 2 km od wsi Rjachowo, północny 3 km od miasta Sliwo pole. Szerokość koryta Dunaju od południowego brzegu wyspy waha się od 200 do 300 m. Maksymalna wysokość wyspy wynosi 25 m n.p.m. i znajduje się w centralnej części wyspy, stanowiąc deniwelację 10 metrów nad poziomem rzeki.
Została utworzona przez osady aluwialne. Wyspę porasta głównie topola. Przed rokiem 1989 wyspa posiadała grunty rolne. Wschodnia część wyspy jest objęta obszarem chronionym „Aleko-Telika“.